# Gemma Forsyth
Gemma Forsyth (née le 6 février 1989 à Gold Coast à Queensland en Australie) est une actrice australienne. Elle est surtout connue pour avoir interprété le rôle de Alanda McCarthy dans le téléfilm américain Lune de miel tragique en 2012 et pour le rôle de Evie McLaren dans Les Sirènes de Mako qu'elle interprète depuis 2013. 

## Biographie
Gemma Forsyth est née le 6 février 1989 à Gold Coast à Queensland en Australie. Elle mesure 1,67m. En 2003, elle obtient le rôle de Kelly dans la série télévisée australo-britannique The Sleepover Club. En 2006, elle joue le rôle de Katy dans la série télévisée australienne Morte de honte !. En 2010, elle interprète le rôle de Suzie, une serveuse dans la série télévisée australienne H2O. L'année suivante, elle joue dans la série télévisée australienne Sea Patrol où elle joue le rôle d'une femme en lune de miel. Cette même année, elle joue le rôle d'une fille cool dans la série télévisée australienne SLiDE. En 2012, elle joue le rôle d'une fille bavarde dans le court-métrage Blown puis la même année, elle joue l'un des rôles principaux dans le téléfilm américain Lune de miel tragique où elle joue le rôle de Alanda. En 2013, elle obtient un rôle récurrent lors de la première saison de la série dérivée de H2O, Les Sirènes de Mako, puis son rôle deviendra plus important et jouera le rôle principal lors de la deuxième saison. Elle y joue le rôle de Evie McLaren, la petite-amie du héros Zac Blakely (joué par Chai Romruen).  En 2014, elle joue son propre rôle dans le court-métrage Project: One Shot puis cette même année, elle joue dans un autre court-métrage nommé Phrogging où elle interprète le rôle de Brandy.

## Filmographie
| Année     | Titre                 | Rôle                      | Notes                                                   |
| --------- | --------------------- | ------------------------- | ------------------------------------------------------- |
| 2003      | The Sleepover Club    | Kelly                     | Saison 1, Épisode 20                                    |
| 2006      | Morte de honte !      | Katy                      | Saison 1, Épisode 11                                    |
| 2010      | H2O                   | Suzie                     | Saison 3, Épisode 20                                    |
| 2011      | Sea Patrol            | Une femme en lune de miel | Saison 5, Épisode 1                                     |
| 2011      | SLiDE                 | Une fille cool            | Saison 1, Épisode 1                                     |
| 2012      | Blown                 | Une fille bavarde         | Court-métrage                                           |
| 2012      | Lune de miel tragique | Alanda McCarthy           | Rôle principal, téléfilm                                |
| 2013-2016 | Les Sirènes de Mako   | Evie McLaren              | Rôle récurrent (saison 1), Rôle principal (saisons 2-3) |
| 2014      | Project: One Shot     | Elle-même                 | Court-métrage                                           |
| 2014      | Phrogging             | Brandy                    | Court-métrage                                           |